# Mont Crillon
Pour les articles homonymes, voir Crillon.
Le mont Crillon (en anglais : Mount Crillon) est un sommet de la région de recensement de Hoonah-Angoon, dans l'État américain de l'Alaska. Il culmine à 3 879 mètres d'altitude dans le chaînon Fairweather. Nommé par Jean-François de La Pérouse en l'honneur de Louis de Berton des Balbes de Crillon, il est protégé au sein du parc national de Glacier Bay.